# Alberto di Schleswig-Holstein-Sonderburg-Glücksburg
Alberto di Schleswig-Holstein-Sonderburg-Glücksburg (Kiel, 15 marzo 1863 – Glücksburg, 23 aprile 1948) era il quinto e più giovane dei figli di Federico, Duca di Schleswig-Holstein-Sonderburg-Glücksburg e di sua moglie la Principessa Adelaide di Schaumburg-Lippe ed era un nipote di Cristiano IX di Danimarca. Alberto era il nonno di Ernst August V, Principe di Hannover attraverso sua figlia la Principessa Ortrud di Schleswig-Holstein-Sonderburg-Glücksburg che per il suo matrimonio con Ernst August IV, Principe di Hannover era la matriarca dell'attuale Casato di Hannover.
Alberto è stato riconosciuto da un patto di famiglia del 1904 come possessore dei diritti di successione al Granducato di Oldenburg in caso di estinzione della linea regnante granducale.

## Matrimonio e figli
Alberto sposò prima la Contessa Ortrud di Ysenburg und Büdingen, figlia del Conte Carlo di Ysenburg und Büdingen e di sua moglie la Contessa Agnese di Ysenburg und Büdingen, il 14 ottobre 1906 a Meerholz in Germania. Alberto e Ortrud ebbero quattro figli:
- Principessa Maria Luisa di Schleswig-Holstein-Sonderburg-Glücksburg (8 dicembre 1908 – 29 dicembre 1969) Fu adottata nel novembre 1920 da Ernst Gunther, Duca di Schleswig-Holstein.

∞ Rudolph-Karl, Barone von Stengel, ebbe figli.
∞ Principe Federico Cristiano di Schaumburg-Lippe, senza figli.
- Principe Federico Guglielmo di Schleswig-Holstein-Sonderburg-Glücksburg (Francoforte sul Meno, 29 dicembre 1909 – Caduto in battaglia, II Guerra Mondiale, Treviri, 6 giugno 1940)
- Principe Giovanni Giorgio di Schleswig-Holstein-Sonderburg-Glücksburg (Gotha, 24 luglio 1911 – Caduto in battaglia, Operazione Barbarossa, II Guerra Mondiale, Russia, 23 giugno 1941). Fu adottato nel novembre 1920 da Ernst Gunther, Duca di Schleswig-Holstein.
- Principe Federico Ferdinando di Schleswig-Holstein-Sonderburg-Glücksburg (14 maggio 1913 – 31 maggio 1989)

∞ Duchessa Anastasia di Meclemburgo-Schwerin; ebbe figli.
Dopo la morte di Ortrud, Alberto sposò la Principessa Hertha di Ysenburg und Büdingen, figlia di Bruno, III Principe di Ysenburg und Büdingen e della Contessa Bertha di Castell-Rüdenhausen, il 19 settembre 1920 a Büdingen nell'Assia in Germania. Alberto ed Hertha ebbero una figlia femmina che fu chiamata come la sua precedente moglie:
- Principessa Ortrud Bertha Adelheid Hedwig di Schleswig-Holstein-Sonderburg-Glücksburg (19 dicembre 1925 – 6 febbraio 1980)

∞ Ernst August IV, Principe di Hannover; ebbe figli.

## Ascendenza
|                                                                   |                                    |                                                          | Genitori                                               |  |  | Nonni |  |  | Bisnonni                                                |  |  | Trisnonni                                               |  |
|                                                                   |                                    |                                                          |                                                        |  |  |       |  |  | 8. Federico Carlo di Schleswig-Holstein-Sonderburg-Beck |  |  | 16. Carlo Antonio di Schleswig-Holstein-Sonderburg-Beck |  |
|                                                                   |                                    |                                                          |                                                        |  |  |       |  |  | 8. Federico Carlo di Schleswig-Holstein-Sonderburg-Beck |  |  | 16. Carlo Antonio di Schleswig-Holstein-Sonderburg-Beck |  |
|                                                                   |                                    | 17. Federica di Dohna-Schlobitten e Leistenau            |                                                        |  |  |       |  |  | 8. Federico Carlo di Schleswig-Holstein-Sonderburg-Beck |  |  |                                                         |  |
| 4. Federico Guglielmo di Schleswig-Holstein-Sonderburg-Glücksburg |                                    |                                                          |                                                        |  |  |       |  |  | 8. Federico Carlo di Schleswig-Holstein-Sonderburg-Beck |  |  |                                                         |  |
|                                                                   |                                    | 9. Federica di Schlieben                                 | 18. Carlo Leopoldo di Schlieben                        |  |  |       |  |  |                                                         |  |  |                                                         |  |
|                                                                   |                                    | 9. Federica di Schlieben                                 | 18. Carlo Leopoldo di Schlieben                        |  |  |       |  |  |                                                         |  |  |                                                         |  |
|                                                                   |                                    | 9. Federica di Schlieben                                 | 19. Maria Eleonora di Lehndorff                        |  |  |       |  |  |                                                         |  |  |                                                         |  |
| 2. Federico di Schleswig-Holstein-Sonderburg-Glücksburg           |                                    | 9. Federica di Schlieben                                 |                                                        |  |  |       |  |  |                                                         |  |  |                                                         |  |
|                                                                   |                                    | 10. Carlo d'Assia-Kassel                                 | 20. Federico II d'Assia-Kassel                         |  |  |       |  |  |                                                         |  |  |                                                         |  |
|                                                                   |                                    | 10. Carlo d'Assia-Kassel                                 | 20. Federico II d'Assia-Kassel                         |  |  |       |  |  |                                                         |  |  |                                                         |  |
|                                                                   |                                    | 10. Carlo d'Assia-Kassel                                 | 21. Maria di Hannover                                  |  |  |       |  |  |                                                         |  |  |                                                         |  |
| 5. Luisa Carolina d'Assia-Kassel                                  |                                    | 10. Carlo d'Assia-Kassel                                 |                                                        |  |  |       |  |  |                                                         |  |  |                                                         |  |
|                                                                   |                                    | 11. Luisa di Danimarca                                   | 22. Federico V di Danimarca                            |  |  |       |  |  |                                                         |  |  |                                                         |  |
|                                                                   |                                    | 11. Luisa di Danimarca                                   | 22. Federico V di Danimarca                            |  |  |       |  |  |                                                         |  |  |                                                         |  |
|                                                                   |                                    | 11. Luisa di Danimarca                                   | 23. Luisa di Hannover                                  |  |  |       |  |  |                                                         |  |  |                                                         |  |
| 1. Alberto di Schleswig-Holstein-Sonderburg-Glücksburg            |                                    | 11. Luisa di Danimarca                                   |                                                        |  |  |       |  |  |                                                         |  |  |                                                         |  |
|                                                                   | 12. Filippo II di Schaumburg-Lippe | 24. Federico Ernesto di Lippe-Alverdissen                |                                                        |  |  |       |  |  |                                                         |  |  |                                                         |  |
|                                                                   | 12. Filippo II di Schaumburg-Lippe | 24. Federico Ernesto di Lippe-Alverdissen                |                                                        |  |  |       |  |  |                                                         |  |  |                                                         |  |
|                                                                   | 12. Filippo II di Schaumburg-Lippe | 25. Dorotea Amalia di Schleswig-Holstein-Sonderburg-Beck |                                                        |  |  |       |  |  |                                                         |  |  |                                                         |  |
| 6. Giorgio Guglielmo di Schaumburg-Lippe                          | 12. Filippo II di Schaumburg-Lippe |                                                          |                                                        |  |  |       |  |  |                                                         |  |  |                                                         |  |
|                                                                   |                                    | 13. Giuliana d'Assia-Philippsthal                        | 26. Guglielmo d'Assia-Philippsthal                     |  |  |       |  |  |                                                         |  |  |                                                         |  |
|                                                                   |                                    | 13. Giuliana d'Assia-Philippsthal                        | 26. Guglielmo d'Assia-Philippsthal                     |  |  |       |  |  |                                                         |  |  |                                                         |  |
|                                                                   |                                    | 13. Giuliana d'Assia-Philippsthal                        | 27. Ulrica Eleonora d'Assia-Philippsthal-Barchfeld     |  |  |       |  |  |                                                         |  |  |                                                         |  |
| 3. Adelaide di Schaumburg-Lippe                                   |                                    | 13. Giuliana d'Assia-Philippsthal                        |                                                        |  |  |       |  |  |                                                         |  |  |                                                         |  |
|                                                                   |                                    | 14. Giorgio I di Waldeck e Pyrmont                       | 28. Carlo Augusto Federico di Waldeck e Pyrmont        |  |  |       |  |  |                                                         |  |  |                                                         |  |
|                                                                   |                                    | 14. Giorgio I di Waldeck e Pyrmont                       | 28. Carlo Augusto Federico di Waldeck e Pyrmont        |  |  |       |  |  |                                                         |  |  |                                                         |  |
|                                                                   |                                    | 14. Giorgio I di Waldeck e Pyrmont                       | 29. Cristiana Enrichetta del Palatinato-Zweibrücken    |  |  |       |  |  |                                                         |  |  |                                                         |  |
| 7. Ida di Waldeck e Pyrmont                                       |                                    | 14. Giorgio I di Waldeck e Pyrmont                       |                                                        |  |  |       |  |  |                                                         |  |  |                                                         |  |
|                                                                   |                                    | 15. Augusta di Schwarzburg-Sondershausen                 | 30. Cristiano Günther III di Schwarzburg-Sondershausen |  |  |       |  |  |                                                         |  |  |                                                         |  |
|                                                                   |                                    | 15. Augusta di Schwarzburg-Sondershausen                 | 30. Cristiano Günther III di Schwarzburg-Sondershausen |  |  |       |  |  |                                                         |  |  |                                                         |  |
|                                                                   |                                    | 15. Augusta di Schwarzburg-Sondershausen                 | 31. Carlotta Guglielmina di Anhalt-Bernburg            |  |  |       |  |  |                                                         |  |  |                                                         |  |
|                                                                   |                                    | 15. Augusta di Schwarzburg-Sondershausen                 |                                                        |  |  |       |  |  |                                                         |  |  |                                                         |  |

## Titoli e stili
- 15 marzo 1863 – 19 dicembre 1863: Sua altezza serenissima Principe Alberto di Schleswig-Holstein-Sonderburg-Glücksburg
- 19 dicembre 1863 – 23 aprile 1948: Sua altezza Principe Alberto di Schleswig-Holstein-Sonderburg-Glücksburg